# Aegithalos niveogularis
Il codibugnolo golabianca (Aegithalos niveogularis (Gould, 1855)) è un uccello passeriforme della famiglia Aegithalidae.

## Etimologia
Il nome scientifico della specie, niveogularis, deriva dal latino e significa "dalla gola color della neve", in riferimento alla livrea di questi uccelli: il loro nome comune altro non è che la traduzione del nome scientifico.

## Descrizione

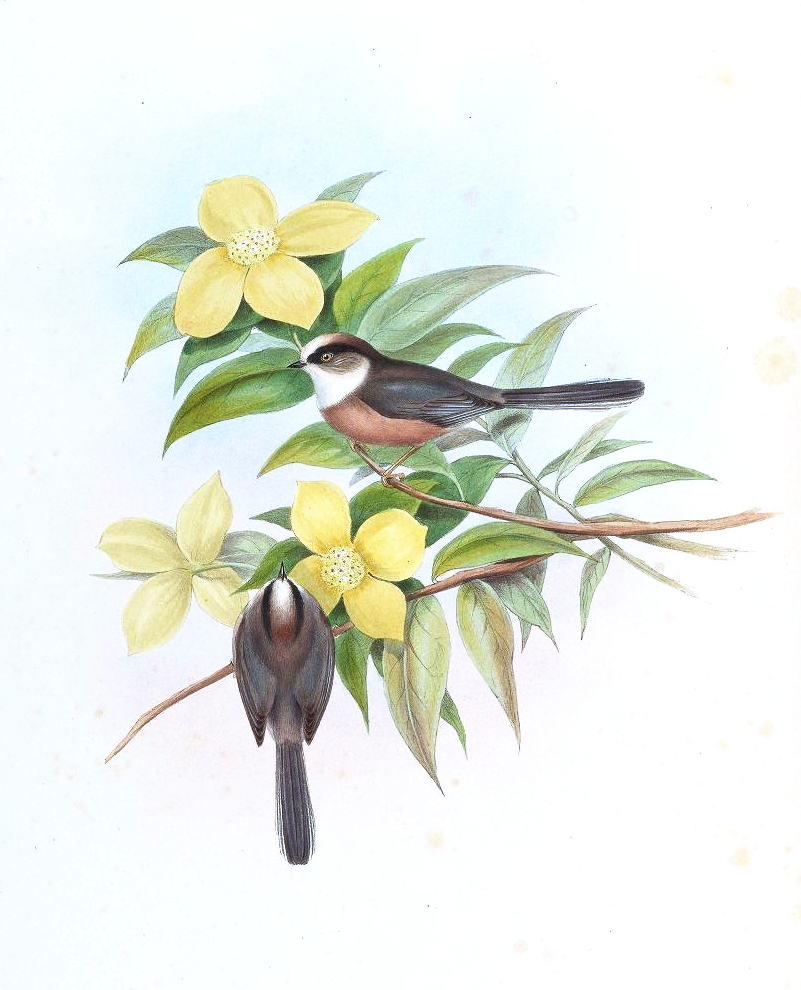
Due esemplari in un'illustrazione a cura di Gould.

### Dimensioni
Misura 11,5 cm di lunghezza, per 7-8 g di peso.

### Aspetto
Si tratta di uccelletti dall'aspetto paffuto e arrotondato, muniti di grossa testa arrotondata con corto becco conico dalla mandibola superiore lievemente ricurva verso il basso, ali corte ma appuntite e coda lunga quasi quanto il corpo e dall'estremità cuneiforme.
Il piumaggio è grigio topo su dorso, ali e coda (queste ultime due più scure e tendenti al nerastro), mentre petto e ventre sono di color nocciola-grigiastro: fronte e vertice sono di colore bianco, così come bianchi sono il mustacchio, la gola (così come intuibile sia dal nome comune che dal nome scientifico, sebbene il bianco golare sia più sporco e tendente al grigiastro rispetto al resto del bianco cefalico) e una banda alla base del collo. Il sopracciglio, l'area degli occhi, le guance e la nuca sono invece neri.
Il becco è nerastro, le zampe sono di color carnicino-arancio e gli occhi sono di colore bruno-rossiccio.

## Biologia

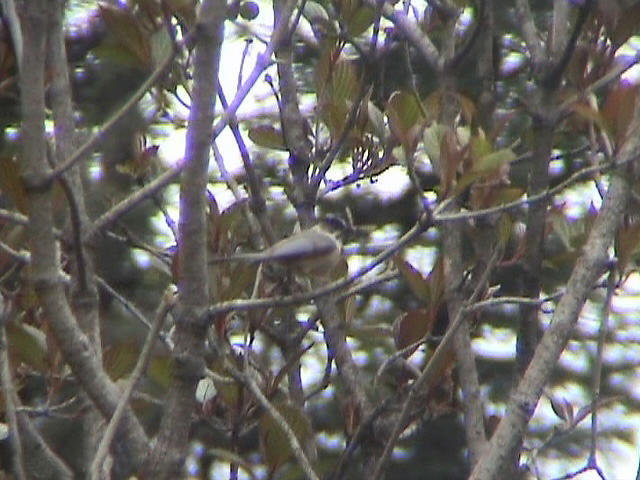
Esemplare nell'Uttarakhand.

Si tratta di uccelletti dalle abitudini di vita essenzialmente diurne, che vivono in gruppetti familiari che contano al più una decina d'individui (non di rado associandosi ad altre specie dalle abitudini simili in stormi misti), passando la maggior parte della giornata fra i cespugli o i rami bassi degli alberi alla ricerca di cibo.

### Alimentazione
La specie è prettamente insettivora, prediligendo larve e pupe d'insetto e ragni, ma nutrendosi in generale di una gran varietà di piccoli invertebrati, oltre che di bacche e boccioli.

### Riproduzione
Si conosce piuttosto poco circa la riproduzione di questi uccelli: sono stati osservati esemplari trasportare materiale da costruzione per il nido verso la fine di maggio, mentre un nido con uova osservato alla fine di giugno rappresenta verosimilmente un tentativo di rimediare a una prima covata andata male. In generale, si ritiene che l'evento riproduttivo del codibugnolo golabianca non differisca in maniera significativa, per modalità e tempistica, da quanto osservabile fra gli altri codibugnoli.

## Distribuzione e habitat

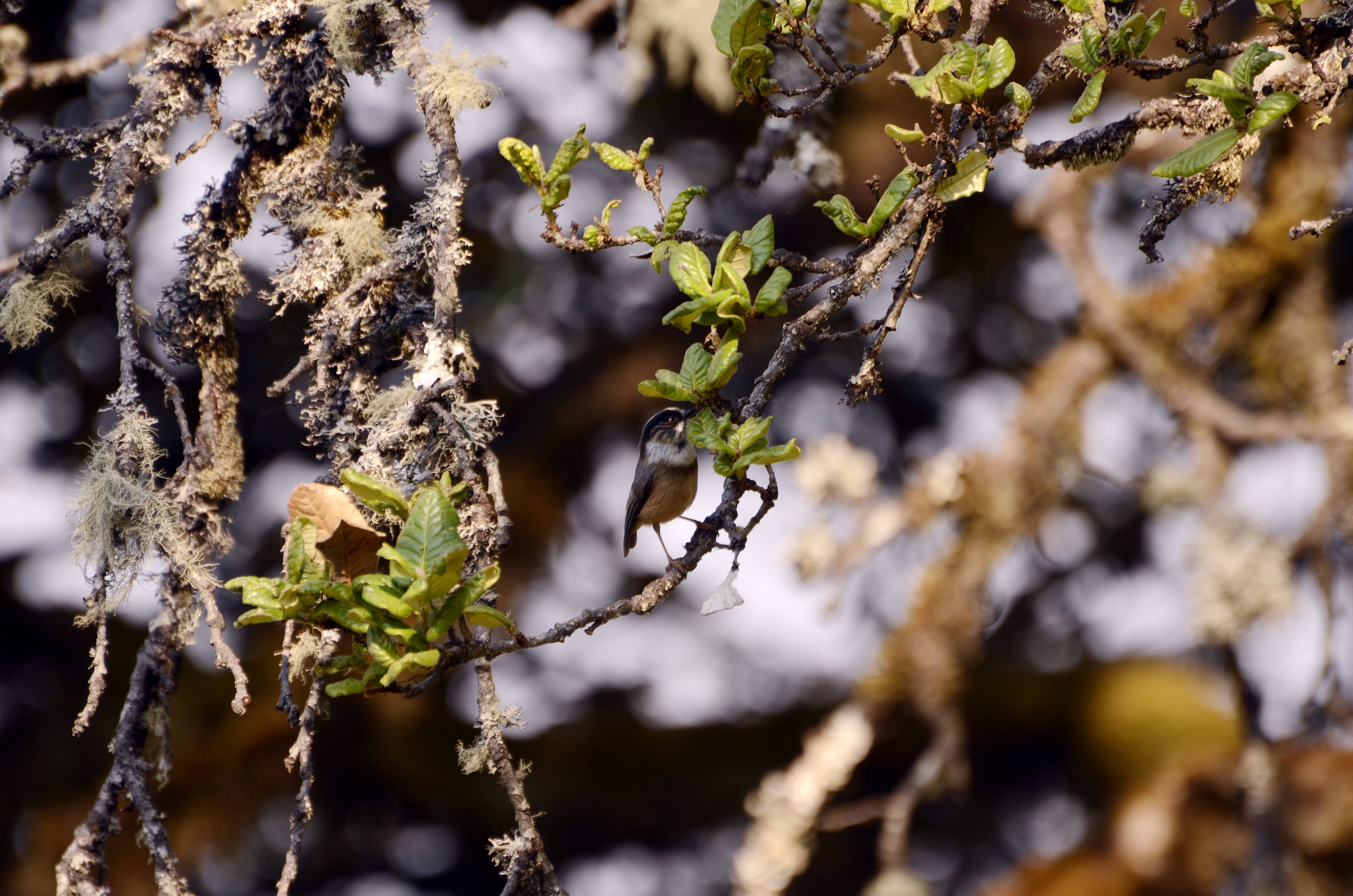
Esemplare a Kedarnath.

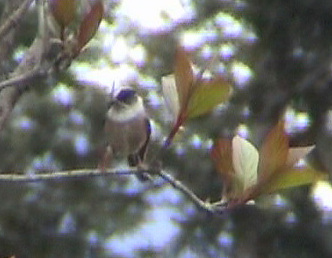
Esemplare nell'Uttarakhand.

Il codibugnolo golabianca è diffuso lungo le pendici meridionali dell'Himalaya, con areale che va dal Kashmir al Nepal centrale e occidentale attraverso gli stati indiani di Himachal Pradesh e Uttarakhand.

La specie è generalmente stanziale nell'areale di residenza: tuttavia, le popolazioni delle aree più in quota possono scendere più a valle durante gli inverni particolarmente rigidi.
L'habitat di questi uccelli è rappresentato dalle aree cespugliose collinari e pedemontane sul limitare della foresta decidua, a predominanza di berberis, rosa, salice e rododendro.